# Toini Gustafsson
Toini Gustafsson-Rönnlund z d. Karvonen (ur. 17 stycznia 1938 w Suomussalmi) – szwedzka biegaczka narciarska pochodzenia fińskiego, czterokrotna medalistka olimpijska oraz trzykrotna medalistka mistrzostw świata.

## Młodość
Jest z pochodzenia Finką, urodziła się w miejscowości Suomussalmi we wschodniej części regionu Kainuu. W 1940, po wybuchu wojny z ZSRR, razem z kilkudziesięcioma tysiącami dzieci została ewakuowana do Szwecji. Część z nich nie wróciła już do ojczyzny, a wśród nich znajdowała się Toini Gustafsson (wówczas Karvonen). W wieku sześciu lat trafiła do miejscowości Ambjörby w regionie Värmland. Obywatelstwo Szwecji uzyskała dzięki małżeństwu, w 1956 urodziła córkę.

## Kariera
Jej olimpijskim debiutem były igrzyska w Innsbrucku w 1964 roku. Wspólnie z Barbro Martinsson i Britt Strandberg wywalczyła srebrny medal w sztafecie 3 × 5 km. Na tych samych igrzyskach zajęła 6. miejsce w biegu na 5 km oraz 8. miejsce w biegu na 10 km stylem klasycznym. Cztery lata później, podczas igrzysk olimpijskich w Grenoble zdominowała rywalizację. Wygrała biegi na 5 i 10 km, a razem z Martinsson i Strandberg ponownie była druga w sztafecie. Na kolejnych igrzyskach już nie startowała.
W 1962 roku wystartowała na mistrzostwach świata w Zakopanem. Zajęła 7. miejsce w biegu na 5 km oraz 8. miejsce w bieguna 10 km techniką klasyczną. Ponadto Szwedki w tym samym składzie co w Grenoble i Innsbrucku zdobyły srebrny medal w sztafecie. Mistrzostwa świata w Oslo były ostatnimi w jej karierze. Zdobyła brązowy medal w biegu na 5 km, ulegając jedynie dwóm reprezentantkom Związku Radzieckiego: zwyciężczyni Kławdiji Bojarskich oraz drugiej na mecie Alewtinie Kołczinej. Ponadto wraz z Martinsson i Strandberg zdobyła brązowy medal w sztafecie 3 × 5 km.
Gustafsson była dziesięciokrotnie mistrzynią Szwecji: w biegu na 5 km w latach 1962, 1963, 1964, 1965, 1967 i 1968, w biegu na 10 km w latach 1962, 1963, 1964, 1966 i 1967 oraz w sztafecie 3x5 km w 1968 roku.
Rozwiodła się z pierwszym mężem, a w 1968 roku wyszła za mąż za Assara Rönnlunda, reprezentanta Szwecji w biegach narciarskich. W tym samym roku została uhonorowana nagrodą Svenska Dagbladets guldmedalj. Rok wcześniej, w 1967 roku otrzymała norweski Medal Holmenkollen wraz z norweskim biegaczem narciarskim Ole Ellefsæterem. W latach 1960, 1967 i 1968 wygrywała bieg na 10 km podczas Holmenkollen ski festival.

## Osiągnięcia

### Igrzyska Olimpijskie
| Miejsce | Dzień     | Rok  | Miejscowość | Konkurencja             | Czas biegu | Strata  | Zwyciężczyni        |
| ------- | --------- | ---- | ----------- | ----------------------- | ---------- | ------- | ------------------- |
| 8.      | 1 lutego  | 1964 | Innsbruck   | 10 km stylem klasycznym | 40:24,3    | +1:16,8 | Kławdija Bojarskich |
| 6.      | 5 lutego  | 1964 | Innsbruck   | 5 km stylem klasycznym  | 17:50,5    | +35,2   | Kławdija Bojarskich |
| 2.      | 7 lutego  | 1964 | Innsbruck   | Sztafeta 3 × 5 km       | 59:20,2    | +2:06,8 | ZSRR                |
| 1.      | 9 lutego  | 1968 | Grenoble    | 10 km stylem klasycznym | 36:46,5    | -       | -                   |
| 1.      | 13 lutego | 1968 | Grenoble    | 5 km stylem klasycznym  | 16:45,2    | -       | -                   |
| 2.      | 16 lutego | 1968 | Grenoble    | Sztafeta 3 × 5 km       | 57:30,0    | +21,0   | Norwegia            |

### Mistrzostwa świata
| Miejsce | Dzień     | Rok  | Miejscowość | Konkurencja             | Czas biegu | Strata  | Zwyciężczyni        |
| ------- | --------- | ---- | ----------- | ----------------------- | ---------- | ------- | ------------------- |
| 7.      | 19 lutego | 1962 | Zakopane    | 5 km stylem klasycznym  | 19:28,6    | +1:49,2 | Alewtina Kołczina   |
| 8.      | 21 lutego | 1962 | Zakopane    | 10 km stylem klasycznym | 39:48,2    | +2:46,6 | Alewtina Kołczina   |
| 2.      | 23 lutego | 1962 | Zakopane    | Sztafeta 3 × 5 km       | 58:08,9    | +1:19,0 | ZSRR                |
| 6.      | 23 lutego | 1966 | Oslo        | 5 km stylem klasycznym  | 17:18,9    | +39,2   | Alewtina Kołczina   |
| 3.      | 25 lutego | 1966 | Oslo        | 10 km stylem klasycznym | 36:25,5    | +55,9   | Kławdija Bojarskich |
| 3.      | 27 lutego | 1966 | Oslo        | Sztafeta 3 × 5 km       | 56:04,2    | +1:56,5 | ZSRR                |